# Ванда (станция)
Станция Ванда — бывшая полярная станция на западном нагорье (Земля Виктории) территории Росса, на Берегу Скотта, на берегу озера Ванда, в устье реки Оникс, в долине Райта. Первые четыре здания станции были построены на протяжении южного лета 1967-68 и 1968-69 гг. и подготовлены для первой зимовки, с января по 19 октября 1970 года, отряда из 5 человек. Последующие зимовки на станции происходили в 1970 и 1974 гг. На протяжении летних сезонов станция работала до 1991 г. Научные программы включали в себя метеорологию, гидрологию, сейсмологию, теллурические токи и магнитное поле. Станция находилась под управлением Отдела научных и промышленных исследований и материально-техническим обеспечением постоянной исследовательской новозеландской базы Скотта на острове Росса.

## Закрытие и устранение станции
В 1995 году станция была закрыта по экологическим причинам. Негативные процессы, связанные с существованием станции, включая экскавационные работы, постройку зданий, нарушение структуры почвы транспортными средствами и техникой, хранение расходных материалов, переработка отходов и их случайные утечки, привели к решению ликвидировать станцию. После ликвидации станции воды озера и водоросли подвергались многочисленным анализам на протяжении многих лет для того, чтобы убедиться в отсутствии загрязнения озера сточными водами и другими отходами.

## Сегодня
Сегодня на территории бывшей станции находится автоматическая метеорологическая станция и горный приют «Lake Vanda Hut», который периодически (только в летнее время) занимают от 2 до 8 новозеландских исследователей ручьёв, которые образуются при летнем таянии ледников и впадают в озёра.

## «Королевский клуб пловцов озера Ванда»
Станция Ванда прославилась своим «Королевским клубом пловцов озера Ванда». Посетители станции могли окунуться в солёные воды талого ледяного покрова, которые собираются летом в рвах, и получить наплечный знак клуба. Персонал станции ускорял процесс таяния льда вырубкой бассейна. В клубе состояли многие чиновники и политики. В клубе были свои правила, например:

Правило 1. Погружение должно происходить нагишом.

Правило 4. Погружение должно быть полным.

Правило 6. Погружение должно быть зафиксировано работником станции. Фотография не запрещается

Правило 10. Разрешается натуральный фиговый листок, но он должен быть настоящим и естественно зеленым без искусственного вмешательства.

## Интересные факты
- 5 января 1974 года на станции Ванда была зафиксирована самая высокая температура в Антарктике — плюс 15 °C[4].

- В Куинстауне (Новая Зеландия) в честь станции названа улица Ванда-Плэйс (англ. Vanda Place), которая располагается всего в паре сотен метров от улицы Скотт-Плэйс (англ. Scott Place).